# Je Tu Niekto?
Je Tu Niekto? — третий студийный альбом словацкой поп-панк-группы Iné Kafe, вышедший в 2000 году. Первый альбом выпущенный после ухода Додо и Вайо из группы. Записан альбом в городе Шулеково (Šulekovo) на студии Exponent.

## Список композиций
1. «Čo Chcú?» — 2:07
2. «Petra»- 2:46
3. «Zhasni» — 3:05
4. «Ráno» — 3:57
5. «Čas Beží» — 3:00
6. «Imidžák» — 2:51
7. «Úspešne Zapojení» — 3:01
8. «Mám Pocit…» — 3:50
9. «Kto Na To Príde?» — 1:55
10. «Večer Čo Večer» — 1:39
11. «30. Február» — 2:29
12. «Je Tu Niekto?» — 3:06
13. «Starý Pán» — 1:50

## Участники записи
- Вратко Рогонь (Vratko Rohoň) — гитара, вокал
- Петер Фора (Peter 'Forus' Fóra) — бас-гитара, бэк-вокал
- Тибор Приклер (Tibor Prikler) — гитара
- Дано Матгиа (Dano Mathia) — ударные